# Arkadelphia, Arkansas
Arkadelphia là một thành phố thuộc quận Clark, tiểu bang Arkansas, Hoa Kỳ. Năm 2010, dân số của thành phố này là 10714 người.

## Dân số
- Dân số năm 2000: 10912 người.
- Dân số năm 2010: 10714 người.